# Shurandy Sambo
Shurandy Ruggerio Sambo (* 19. August 2001 in Geldrop) ist ein niederländischer Fußballspieler mit Abstammung aus Curaçao. Der Außenverteidiger steht seit 2024 beim FC Burnley unter Vertrag, ist aber momentan an Sparta Rotterdam verliehen.

## Karriere

### Verein
Sambo begann seine fußballerische Karriere beim SV Braakhuizen, wo er bis 2009 aktiv war. 2009 wechselte er in die Nachwuchsakademie der PSV Eindhoven. 2017/18 spielte er die ersten Male für die B-Junioren, für die er auch als Kapitän auflief. In der Saison 2018/19 spielte er für die A-Junioren, konnte jedoch aufgrund einer Knöchelverletzung nur wenig spielen. Auch in der Folgesaison kam er zu wenigen Einsätzen für die U19, wobei er drei Tore schoss.
Am 13. Januar 2020 (21. Spieltag) debütierte er bei einem 0:0-Unentschieden gegen Jong Ajax in der zweiten Mannschaft von PSV in der zweitklassigen Eerste Divisie und bestritt bis zum Saisonende dort noch sieben weitere Spiele. Am 29. Januar 2021 (22. Spieltag) schoss er ebenfalls gegen die zweite Mannschaft Amsterdams sein erstes Tor. Die folgende Saison 2020/21 über war er Stammspieler bei der Jong PSV, stand aber auch im Kader der ersten Mannschaft in der Eredivisie, dem Pokal und der Europa League. Am 16. Mai 2021 (34. Spieltag) debütierte Sambo gegen den FC Utrecht in der Eredivisie, als er bei einem 1:1-Remis in der Schlussphase ins Spiel kam.
Aufgrund eines Kreuzbandrisses fiel Sambo in der folgenden Saison 2021/22 größtenteils verletzt aus. Zur folgenden Spielzeit kehrte er auf den Platz zurück und wurde an den Ehrendivisionär Sparta Rotterdam verliehen, bei dem er sich der Verteidiger als Stammkraft etablieren konnte. Nach seiner Rückkehr nach Eindhoven im Sommer 2023 fungierte er dort wieder als Ergänzungsspieler. Im Laufe der Saison 2023/24 bestritt er so elf Spiele und gewann mit der Mannschaft die niederländische Meisterschaft sowie den Supercup.
Nach Ablauf seines Vertrages wechselte der 22-jährige Rechtsverteidiger im Sommer 2024 ablösefrei zum FC Burnley in die englische EFL Championship, bei dem er einen Vierjahresvertrag unterschrieb. Im Laufe der anschließenden Spielzeit konnte er sich dort jedoch nicht durchsetzen und kam lediglich zu zwei Pflichtspieleinsätzen mit der Mannschaft, die am Saisonende in die Premier League aufstieg. Im August 2025 folgte dann eine erneute Leihe an Sparta Rotterdam.

### Nationalmannschaft
Sambo spielte zwischen 2015 und 2023 für diverse Juniorennationalmannschaften der Niederlande von der U15 bis zur U21. Mit der U17 gewann er die U17-Europameisterschaft 2018, kam aber nur in der Gruppenphase zum Einsatz.

## Erfolge
- U17-Europameister: 2018
- Niederländischer Meister:2023/24 (PSV Eindhoven)
- Niederländischer Supercupsieger: 2023 (PSV Eindhoven)